# Belgique aux Jeux olympiques d'hiver de 2014
La Belgique participe aux Jeux olympiques d'hiver de 2014 à Sotchi en Russie du 7 au 23 février 2014. Il s'agit de sa vingtième participation à des Jeux d'hiver. 
La porte-drapeau belge est la bobeuse Hanna Mariën qui a déjà remporté une médaille olympique en 2008 en relais 4 × 100 m.

## Engagés

### Bobsleigh
Femmes
| Athlètes                                          | Épreuve    | Temps         | Rang |
| ------------------------------------------------- | ---------- | ------------- | ---- |
| Hanna Mariën (freineuse) Elfje Willemsen (pilote) | Bob à deux | 3 min 52 s 57 | 6e   |

### Patinage artistique
Hommes
| Athlète         | Épreuve             | Programme court | Programme court | Programme libre | Programme libre | Total  | Total |
| Athlète         | Épreuve             | Points          | Rang            | Points          | Rang            | Points | Rang  |
| --------------- | ------------------- | --------------- | --------------- | --------------- | --------------- | ------ | ----- |
| Jorik Hendrickx | Patinage artistique | 72,52           | 16e             | 141,52          | 15e             | 214,04 | 16e   |

### Patinage de vitesse
Hommes
| Athlète     | Épreuve  | Temps          | Rang |
| ----------- | -------- | -------------- | ---- |
| Bart Swings | 1 000 m  | 1 min 10 s 14  | 23e  |
| Bart Swings | 1 500 m  | 1 min 45 s 95  | 10e  |
| Bart Swings | 5 000 m  | 6 min 17 s 79  | 4e   |
| Bart Swings | 10 000 m | 13 min 13 s 99 | 5e   |

Femmes
| Athlète        | Épreuve | Temps         | Rang |
| -------------- | ------- | ------------- | ---- |
| Jelena Peeters | 1 500 m | 1 min 59 s 73 | 20e  |
| Jelena Peeters | 3 000 m | 4 min 10 s 87 | 12e  |

### Ski acrobatique
Femmes
| Athlète       | Épreuve   | Qualifs | Qualifs | Finale | Finale |
| Athlète       | Épreuve   | Points  | Rang    | Points | Rang   |
| ------------- | --------- | ------- | ------- | ------ | ------ |
| Katrien Aerts | Half-pipe | 54,40   | 17e     | -      | -      |

### Snowboard
Hommes
| Athlète     | Épreuve    | Qualifs | Qualifs | 1/2 finale | 1/2 finale | Finale | Finale |
| Athlète     | Épreuve    | Points  | Rang    | Points     | Rang       | Points | Rang   |
| ----------- | ---------- | ------- | ------- | ---------- | ---------- | ------ | ------ |
| Seppe Smits | Slopestyle | 91      | 5e      | 84,5       | 5e         | -      | -      |